# Working on a Dream
Albums de Bruce Springsteen
Greatest Hits
(2009) The Promise
(2010)
Working on a Dream  (2009) est le 16e album studio du chanteur-compositeur de rock américain, Bruce Springsteen.
L'album a été classé N°1 au Billboard en 2009. Il est dédié à Danny Federici qui est décédé en 2008. 
La version française de l'album contient un CD Bonus, avec l'histoire musicale de Bruce Springsteen, réalisée par Antoine de Caunes.

## Liste des titres
1. Outlaw Pete - 8:00
2. My Lucky Day - 4:01
3. Working on a Dream - 3:30
4. Queen of the Supermarket - 4:40
5. What Love Can Do - 2:57
6. This Life - 4:30
7. Good Eye - 3:01
8. Tomorrow Never Knows - 2:14
9. Life Itself - 4:00
10. Kingdom of Days -  4:02
11. Surprise, Surprise -  3:24
12. The Last Carnival - 3:11
13. The Wrestler - 3:50
14. A Night with the Jersey Devil (Bonus au Japon) - 3:23

Compositions de Bruce Springsteen.

## Musiciens

### The E Street Band
- Bruce Springsteen – chant, guitares, harmonica, claviers, percussion, glockenspiel
- Roy Bittan – piano, orgue, accordéon
- Clarence Clemons – saxophone, chant
- Danny Federici – orgue
- Nils Lofgren – guitare, chant
- Patti Scialfa – chant
- Garry Tallent – guitare basse
- Steven Van Zandt – guitare, chant
- Max Weinberg – batterie

### Autres musiciens
- Soozie Tyrell – violon, chant
- Patrick Warren – orgue piano, claviers ("Outlaw Pete", "This Life", "Tomorrow Never Knows")
- Jason Federici – accordéon ("The Last Carnival")
- Edward Hurst – cordes and cuivres ("Outlaw Pete", "Tomorrow Never Knows", "Surprise Surprise", "Kingdom of Days")